# Arrondissement de Vallières
Arrondissement de Vallières (franska: Vallières) är ett arrondissement i Haiti.   Det ligger i departementet Nord-Est, i den nordöstra delen av landet, 100 km norr om huvudstaden Port-au-Prince. Antalet invånare är 65 342. Arean är 406 kvadratkilometer.
Terrängen i Arrondissement de Vallières är kuperad åt sydväst, men åt nordost är den bergig.
Arrondissement de Vallières delas in i:
- Mombin Crochu
- Carice
- Vallières